# イリーナ・アブバクモワ
- イリーナ・アバクモワ

イリーナ・アンドレイエヴナ・アブバクモワ（ロシア語: Ирина Андреевна Аввакумова (Тактаева)、ラテン文字表記例：Irina Andreyevna Avvakumova (née Taktaeva)、1991年9月14日 - ）は、ロシアのスキージャンプ選手。

## 経歴
2005年にクロスカントリーからスキージャンプに転向し、2011年の女子として初めて行われたスキージャンプ・ワールドカップ・リレハンメル大会に出場し40位。2011/2012年シーズンの最高成績は2012年3月3日蔵王大会の13位であった。
2012年のアルマトイで行われたサマーグランプリ最終戦で2位となる。
2012/2013年シーズンは、初戦リレハンメル大会の団体戦に出場し11位、ワールドカップの成績は振るわなかった（最高24位）もののヴァル・ディ・フィエンメのノルディックスキー世界選手権で個人ノーマルヒル13位、混合団体で9位となる。さらに2013年3月9日から10日にエルンシェルツビクで行われたコンチネンタルカップで3連勝し、コンチネンタルカップ総合優勝となる。
2013/2014年シーズンは、2013年12月21日にヒンターツァルテン（オーストリア）で行われたワールドカップ第3戦で3位になり初表彰台に登り、翌22日の第4戦でも2位となる。そして2014年1月4日にチャイコフスキー（ロシア）で行われたワールドカップ第5戦でロシア選手として初のワールドカップ優勝となった。
ワールドカップ総合四位で迎えた自国開催の2014年ソチオリンピックでは16位に終わった。このシーズンのワールドカップ総合も4位だった。
2022年3月18日、モスクワのルジニキ・スタジアムでのクリミア半島併合から8年を祝う式典で、ロシア軍やプーチン大統領を支持するシンボルである「Z」の文字が入ったジャケットを着用した。

## 主な競技成績

### 冬季オリンピック
- 2014年ソチ大会（ ロシア）
  - 個人HS106 - 16位
- 2018年平昌大会（ 韓国）
  - 個人HS109 - 4位

### ノルディックスキー世界選手権
- 2011年オスロ大会（ ノルウェー）
  - 個人HS106 - 37位
- 2013年ヴァル・ディ・フィエンメ大会（ イタリア）
  - 個人HS106 - 13位
  - 男女混合団体HS106 - 9位
- 2015年ファルン大会（ スウェーデン）
  - 個人HS100 - 11位
  - 男女混合団体HS100 - 7位
- 2017年ラハティ大会（ フィンランド）
  - 個人HS100 - 12位
  - 男女混合団体HS100 - 6位

### FISスキージャンプ・ワールドカップ
- ワールドカップ通算1勝(2位3回、3位 7回)※2016/17年シーズン終了時点
- 初出場: 2011年12月3日  ノルウェー・リレハンメル大会 - 40位
- 初勝利: 2014年1月4日  ロシア・チャイコフスキー大会

#### 総合成績
| 個人総合成績 | 個人総合成績 | 個人総合成績 | 個人総合成績 | 個人総合成績 | 個人総合成績 |
| シーズン     | 総合         | 優勝         | 準優勝       | 3位          | 備考         |
| ------------ | ------------ | ------------ | ------------ | ------------ | ------------ |
| 2011/12      | 33位         | 0回          | 0回          | 0回          |              |
| 2012/13      | 41位         | 0回          | 0回          | 0回          |              |
| 2013/14      | 04位         | 1回          | 1回          | 4回          |              |
| 2014/15      | 11位         | 0回          | 1回          | 0回          |              |
| 2015/16      | 07位         | 0回          | 0回          | 1回          |              |
| 2016/17      | 09位         | 0回          | 1回          | 2回          |              |
| 合計         | ---          | 1回          | 3回          | 7回          |              |

#### 表彰台
| 個人表彰台 | 個人表彰台 | 個人表彰台         | 個人表彰台 | 個人表彰台 | 個人表彰台 |
| シーズン   | 開催日     | 開催地             | ヒルサイズ | 成績       | 備考       |
| ---------- | ---------- | ------------------ | ---------- | ---------- | ---------- |
| 2013/14    | 12月21日   | ヒンターツァルテン | 94         | 3位        |            |
| 2013/14    | 12月22日   | ヒンターツァルテン | 94         | 2位        |            |
| 2013/14    | 1月3日     | チャイコフスキー   | 106        | 3位        |            |
| 2013/14    | 1月4日     | チャイコフスキー   | 106        | 優勝(1)    |            |
| 2013/14    | 1月11日    | 札幌               | 100        | 3位        |            |
| 2013/14    | 1月12日    | 札幌               | 100        | 3位        |            |
| 2014/15    | 1月18日    | 蔵王               | 100        | 2位        |            |
| 2015/16    | 2月4日     | オスロ             | 134        | 3位        |            |
| 2016/17    | 1月7日     | オーベルストドルフ | 137        | 2位        |            |
| 2016/17    | 1月8日     | オーベルストドルフ | 137        | 3位        |            |
| 2016/17    | 1月20日    | 蔵王               | 103        | 3位        |            |

### その他の国際大会
- スキージャンプ・コンチネンタルカップ
  - 2012/13シーズン 総合優勝（3勝）
- 冬季ユニバーシアード競技大会
  - 2013年冬季ユニバーシアード（ イタリア・トレンティーノ）- 個人HS106 3位、団体HS106 優勝
  - 2015年冬季ユニバーシアード（ スロバキア・シトゥルブスケー・プレソ）- 個人HS100 優勝、団体HS100 優勝
- ノルディックスキージュニア世界選手権
  - 2010年 ドイツ・ヒンターツァルテン大会 - 個人HS106 38位
  - 2011年 エストニア・オテパー大会 - 個人HS100 39位